# Mousere
Mousere, auch Musere (griechisch Μούσερε), ist eine Gemeinde im Bezirk Paphos in der Republik Zypern. Bei der Volkszählung im Jahr 2021 hatte sie 1 Einwohner.

## Name
Wahrscheinlich ist im Namen des Dorfes der Nachname Musere erhalten, einer byzantinischen Adelsfamilie armenischen Ursprungs, von der mindestens ein Mitglied im 9. Jahrhundert sieben Jahre lang als Gouverneur von Zypern gedient haben soll. Wenn die Siedlung seitdem existierte oder gegründet wurde, könnte entweder sie oder das Gebiet Eigentum eines Mitglieds dieser byzantinischen Familie gewesen sein.

## Lage und Umgebung

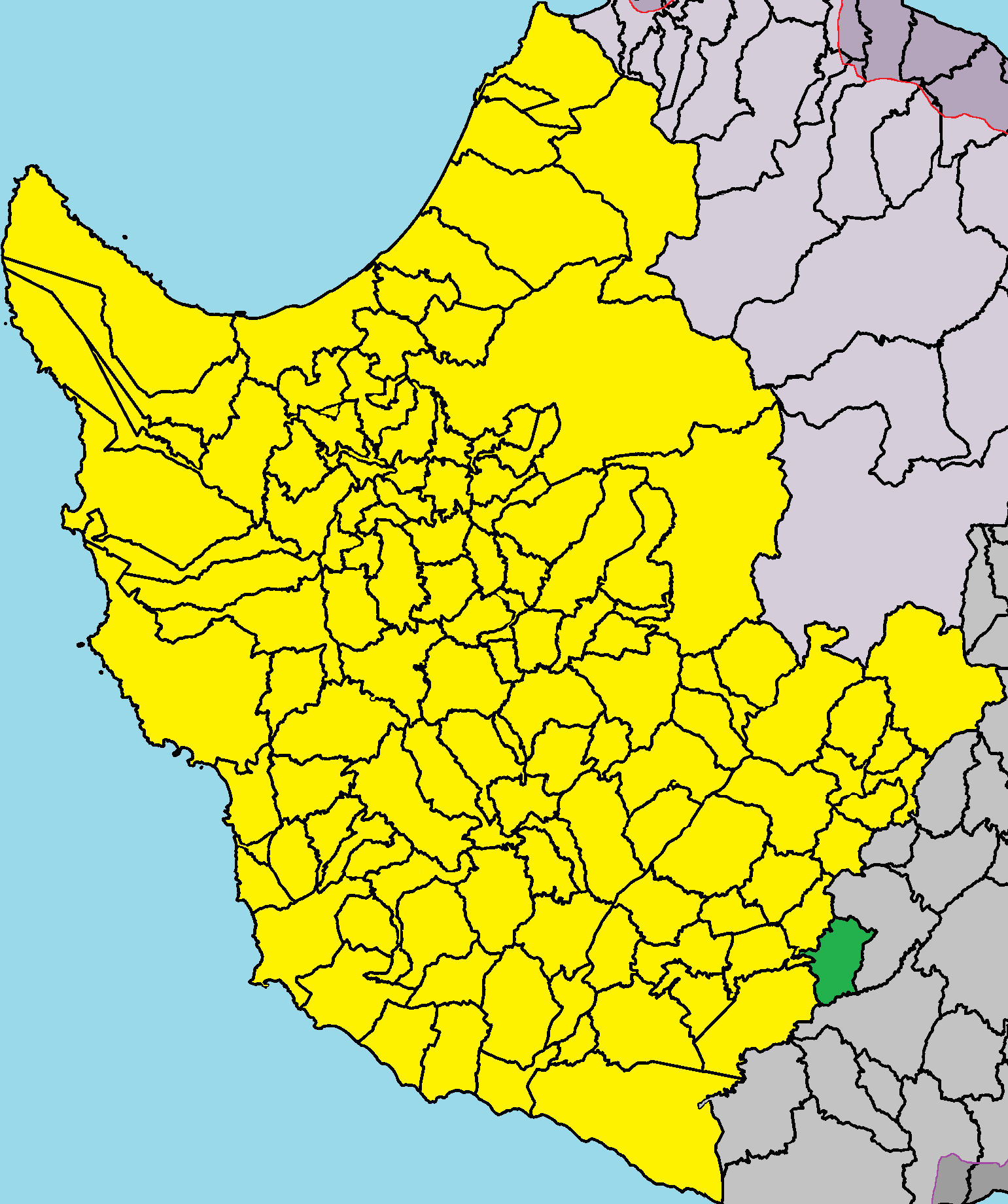
Lage im Bezirk Paphos

Mousere liegt im Süden der Mittelmeerinsel Zypern auf einer Höhe von etwa 550 Metern, etwa 38 Kilometer östlich von Paphos, 45 Kilometer nordwestlich von Limassol und 106 Kilometer südwestlich von Nikosia. Das 7,94395 Quadratkilometer große Dorf grenzt im Norden und Osten an Dora, im Süden an Anogyra und im Westen an Pano Archimandrita, Maronas und Prastio. Das Dorf kann über die Straße F612 erreicht werden.
Die durchschnittliche jährliche Niederschlagsmenge beträgt etwa 615 Millimeter. Auf den Ackerflächen wurden früher Weinreben und Johannisbrotbäume angebaut. Geologisch betrachtet wird das Verwaltungsgebiet von den Ablagerungen der Pachnas-Formation (wechselnde Schichten aus Kreiden, Mergeln und Sandsteinen) dominiert, auf denen sich kalkhaltige Böden entwickelten.

## Geschichte
Mousere existierte bereits während der fränkischen und venezianischen Zeit, als es ein privates Lehen namens Mu soro war, ein Name, mit dem es auf alten Karten verzeichnet ist. Es ist jedoch nicht bekannt, welcher Familie es gehörte.

### Bevölkerungsentwicklung
Die folgende Tabelle zeigt die Bevölkerung des Dorfes, wie sie in den in Zypern durchgeführten Volkszählungen erfasst wurde.
| Jahr      | 1881 | 1891 | 1901 | 1911 | 1921 | 1931 | 1946 | 1960 | 1976 | 1982 | 1992 | 2001 | 2011 | 2021 |
| Einwohner | 32   | 37   | 54   | 71   | 101  | 121  | 123  | 69   | 26   | 4    | 0    | 0    | 2    | 1    |